# Сакра Корона Унита
Сакра Корона Унита (итал. SCU, Sacra corona unita, «Объединенная священная корона») — итальянская мафиозная преступная группировка, происходящая из итальянского южного региона Апулия. Особенно активна в провинциях Бриндизи, Лечче и Таранто.

## Возникновение и деятельность
Группировка под этим названием была основана в начале 1970-х годов одним из боссов Каморры Рафаэле Кутоло, который хотел расширить свои операции в Апулии. Несколько лет спустя с падением Кутоло, однако, группировка начала работать самостоятельно во главе с Джузеппе Роголи. Под его руководством SCU смешала традиции Каморры и Ндрангеты. Первоначально группировка наживалась на вине и оливковом масле, впоследствии направлениями деятельности SCU стали мошенничество, контрабанда оружием и незаконный оборот наркотиков. Сакра Корона Унита стала сотрудничать с международными преступными организациями, такими как российские и албанские группировки, колумбийские наркокартели, китайские Триады и кланы японской Якудзы.
SCU состоит из трех отдельных групп или уровней. Их участники могут перейти от одного уровня к другому, проходя через обряды крещения. Религиозную символику участники Сакра Корона Унита переняли, вероятно, от Каморры.
Самый низкий уровень SCU состоит из преступников, которые действуют на улицах. Участники начинают как «Picciotti» и проходят 40-дневное испытание, чтобы доказать, что они подходят для преступной деятельности и не связаны с полицией. Затем они попадают на следующий этап уровня manovalanza (работник). Кандидат должен также дать клятву преданности SCU.
Второй уровень, Società Maggiore, состоит из двух частей. Звание «Lo Sgarro» дается только участникам, которые убили не менее троих человек для SCU, и с этого момента участники не могут покинуть группировку под страхом смерти. Также с этого момента участники могут создавать свои собственные группы Picciotti, известные как филиалы. После идеологической обработки кандидату в La Santa дается огнестрельное оружие (чтобы символически применить его на себе в случае провала SCU), таблетки цианида, хлопок, лимон (для лечения ран своих товарищей), игла для прокола указательного пальца правой руки, носовые платки (символизирующие чистоту духа) и «spartenza» (какой-либо подарок, как правило, сигареты).
Последним уровнем является Società Segreta, ядро организации, где принимаются ключевые решения.
Сакра Корона Унита состоит из около 50 кланов с приблизительной численностью 2000—2500 человек и специализируется на контрабанде сигарет, наркотиков, оружия и людей. Сакра Корона Унита собирает выплаты с других преступных групп. Юго-Восточная Италия является естественной территорией для контрабанды из таких стран, как Черногория и Албания. Очень немногие участники SCU были выявлены в США, однако есть некоторые данные об участниках группировки в Иллинойсе, Флориде и, возможно, Нью-Йорке. Сакра Корона Унита также участвует в отмывании денег, вымогательстве и политической коррупции.
По мере уменьшения важности адриатической территории как канала контрабанды (благодаря нормализации ситуации на Балканах) и ряда успешных полицейских и судебных операций против группировки в последние годы влияние Сакра Корона Унита уменьшилось до уровня, достигнутого ею в середине 1990-х годов.

## Противники группировки
Внутренние трудности в группировке способствовали появлению преступных групп, соперничающих с SCU, таких как Ремо Лечче Либера, Нуова Фамилья Салентина и Роза Дей Венти.
- Ремо Лечче Либера была сформирована некоторыми криминальными авторитетами из Лечче, которые утверждали, что были независимы от всех преступных группировок, кроме Ндрангеты. Термин Ремо указывает на Ремо Морелло, преступника из области Саленто, убитого преступниками из области Кампании за то, что он выступил против любого внешнего вмешательства.

- Нуова Фамилья Салентина была сформирована в 1986 году Де Маттеи Панталео из Лечче и происходила от Фамилья Салентина Либера — группировки, появившейся в начале 1980-х как автономная преступная организация в области Саленто без связей с внерегиональными мафиозными группировками.

- Роза Дей Венти была сформирована в 1990 году Де Томмази в тюрьме Лечче после внутреннего раскола в Сакра Корона Унита.